# Mercedes-Benz W201
Mercedes-Benz 190 (W201) — автомобиль марки Mercedes-Benz. Создан в 1980 году. Выпускался с начала 1982 года по 1993 год. В 1993 году был снят с производства, на смену данной модели пришёл Mercedes-Benz W202.

## История производства и двигатели
В начале 80-х годов Mercedes-Benz испытывала трудности. Компания, выпускавшая классические модели автомобилей, переживала последствия нефтяного кризиса 1973 года, встал вопрос выпуска более компактной и экономичной машины. И в 1982 году появляется новая экономичная и компактная модель Mercedes-Benz 190 (W201). После появления компания захватывает лидерство в европейском сегменте C и вплотную стала конкурировать с BMW 3 серии. Уменьшение длины кузова на 300 мм в сравнении с традиционными седанами Mercedes-Benz W123 и применение новых легких сплавов позволило выиграть 160 кг снаряженной массы, четырехдверный кузов седан получил (впервые для Mercedes-Benz) клиновидный силуэт, стекла и двери заподлицо с поверхностью и накладки вместо водосточных желобов на крыше, что снизило коэффициент лобового сопротивления С" до 0,33 и, в свою очередь, значительно уменьшило расход топлива. В нарушение традиции концерн продолжал давать индекс «190» всем моделям семейства W201 вне зависимости от объема двигателя, лишь добавляя дополнительные цифры в название модели.
Поначалу модель оснащали АБС дисковых тормозов, но только в качестве дополнительного оборудования. Багажник был вместимостью 410 л., что было удобно при городской езде. Заднее сидение было маловато для троих человек, поэтому автомобиль можно считать 4-местным. В сентябре 1983 года появилась модель Mercedes-Benz 190 D с 2,0-литровым 75-сильным экономичным дизелем ОМ601.911. Машина сразу стала популярна среди таксистов. Чуть позже появилась Mercedes-Benz 190 Е 2.3-16 с экспрессивным 185-сильным 16-клапанным мотором М102.983. разгоняющим полуторатонный спортивный седан до 225 км/ч и позволяющим брать стокилометровый барьер за 7,5 с. Модель противопоставили с BMW. Эту версию отличают развитые аэродинамичные бамперы и пороги, спойлер на крышке багажника, низкопрофильные шины 205/55 ZR15 и более строгая, без деревянных вставок, отделка салона.
В сентябре 1984-го мощность 2.0-литрового карбюраторного двигателя М102.924 подняли до 105 л.с. Рядный пятицилиндровый дизель ОМ602.911 в 90 л.с. который устанавливали на Mercedes-Benz 190 D 2,5 с мая 1985 года, был не только скоростным (174 км/ч), но и экономичным. Расход топлива в городском цикле до сих пор у не новых двигателей редко превышает 9 л/100 км. В это же время на «190-й» начали устанавливать «активный» телескопический «дворник», значительно увеличивший площадь очистки стекла, и 15-дюймовые колеса. Двигатель М102.962 значительно модернизировали: появились одновременный привод навесного оборудования и гидравлические толкатели клапанов. С 1985 года все бензиновые версии Mercedes-Benz 190 комплектуют каталитическими нейтрализаторами отработавших газов. Одновременно серию W201 стали оснащать 2.3-литровым 132-сильным двигателем М102.985 и шестицилиндровым 160-сильным М103.942.
В сентябре 1988 года модель прошла модернизацию: кузов W201 получил широкую пластиковую защитную накладку по низу дверей, измененные бамперы и усовершенствованные сиденья, а спортивную модель 190 Е 2,3-16 сменила 190 Е 2,5-16 с более мощным и совершенным 2,5-литровым 195-сильным мотором М 102.990. Самой мощной «альтернативной» версией тогда же стала 122-сильная турбодизельная (ОМ602.961) 190 D 2,5 Turbo. Через год появилась комплектация Sportline со спортивной подвеской (более «жесткой» и с уменьшенным клиренсом), а также с анатомическими сиденьями (только как опция). В 1990-м концерн выпустил самую «малолитражную» 109-сильную модель 190 Е 1,8 с 1,8-литровым двигателем М102.910, которая вытеснила карбюраторную модель 190. С января 1991-го все модели семейства Mercedes-Benz W201 начали оснащать АБС уже в штатной комплектации, а с октября 1992-го — и центральной блокировкой замков, что стало отнюдь не лишним, ибо многие конкуренты уже вплотную подошли к тому уровню исполнения и оснащения, какой предлагал на своих моделях (в стандартном исполнении) Mercedes-Benz.
В мае 1993 года на заводе Daimler-Benz в Бремене была произведена смена модели с кузовом W201 на седаны C-klasse (W202), поскольку еще в начале 90-х стало очевидным, что для сохранения места на рынке Mercedes-Benz 190 необходимо было больше, чем просто модернизировать.
Автомобиль привлёк внимание таких известных тюнеров как Brabus и AMG. Эта модель оставила большой след в истории марки Mercedes-Benz.

## «Доработанные» версии

### 2.3-16

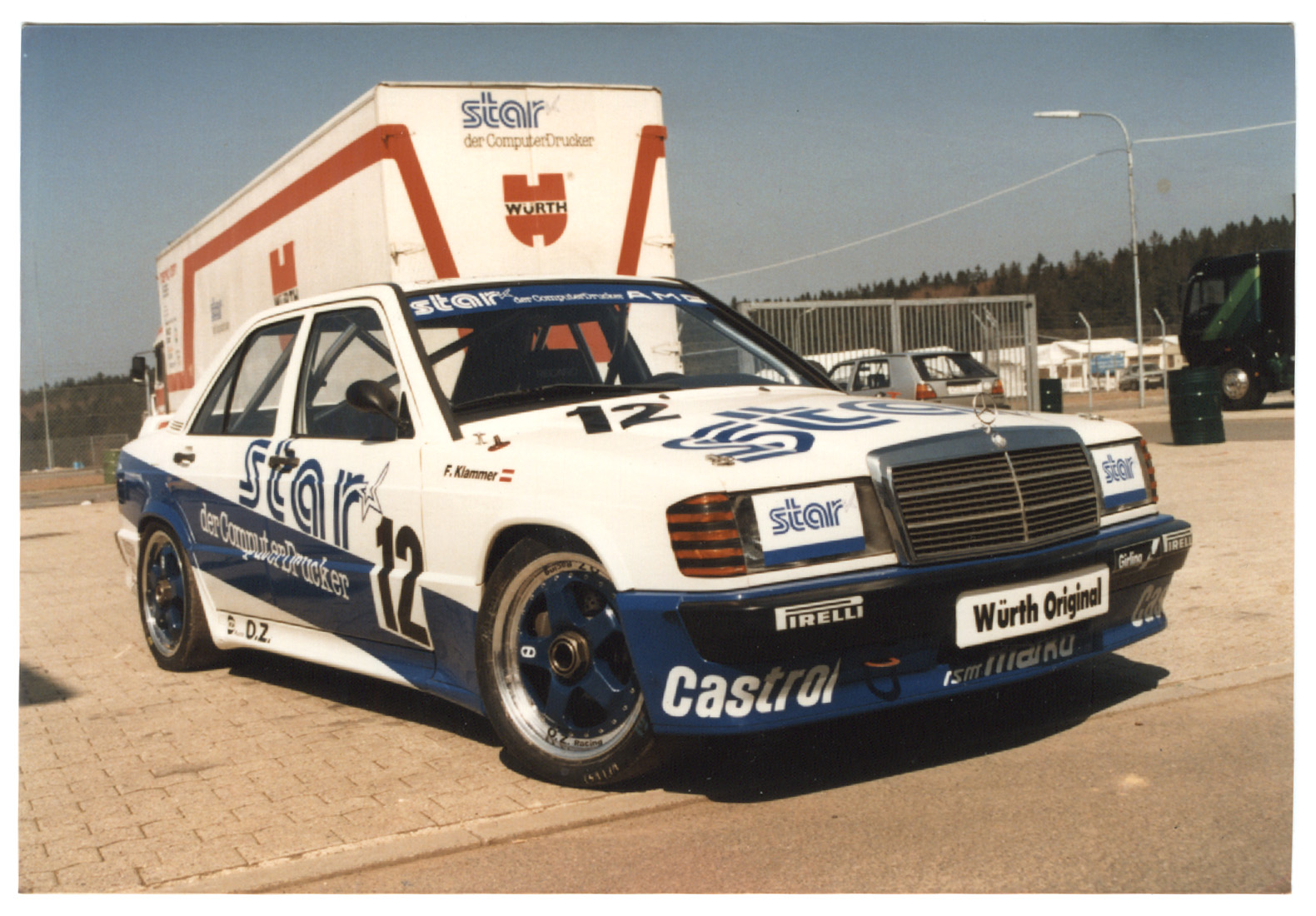
Mercedes Benz 190 E 2.3-16

Дебют серийного 190Е 2.3-16 состоялся на автосалоне во Франкфурте в сентябре 1983 года. Английская Cosworth серьёзно поработала над мотором — он получил новую головку блока цилиндров. Двигатель получился весьма неплохим и развивал 185 л.с. и 235 Нм крутящего момента, что позволяло машине разгоняться до «сотни» всего за 7,5 с. Максимальная скорость составляла — 230 км/ч. «Заряженная» версия получила также более острое рулевое управление, увеличенный с 55 до 70 л топливный бак, а в стандартное оснащение входил дифференциал повышенного трения. Появилась система SLS (Self-Leveling Suspension), которая поддерживала постоянный дорожный просвет под задней осью, а также более жёсткие амортизаторы спереди. В салоне были установлены спортивные сиденья Recaro (не только спереди, но и сзади) и три дополнительных прибора.
Схема переключения передач на дорожной версии 190E 2.3-16 копировала гоночную — первая ступень механической «коробки» Getrag располагалась влево и вниз от нейтрали. Сделано это было для более удобного переключения на последующие передачи, но вот настроить КПП толком не удалось — точно такой же пятиступенчатый Getrag у главного соперника, BMW M3, работал лучше.
В 1983 году Mercedes-Benz 190E 2.3-16 установил на трассе Нардо рекорд в заезде на выносливость. Специально подготовленная машина проехала 50 тысяч километров со средней скоростью 247,88 км/ч.

### 2.5-16

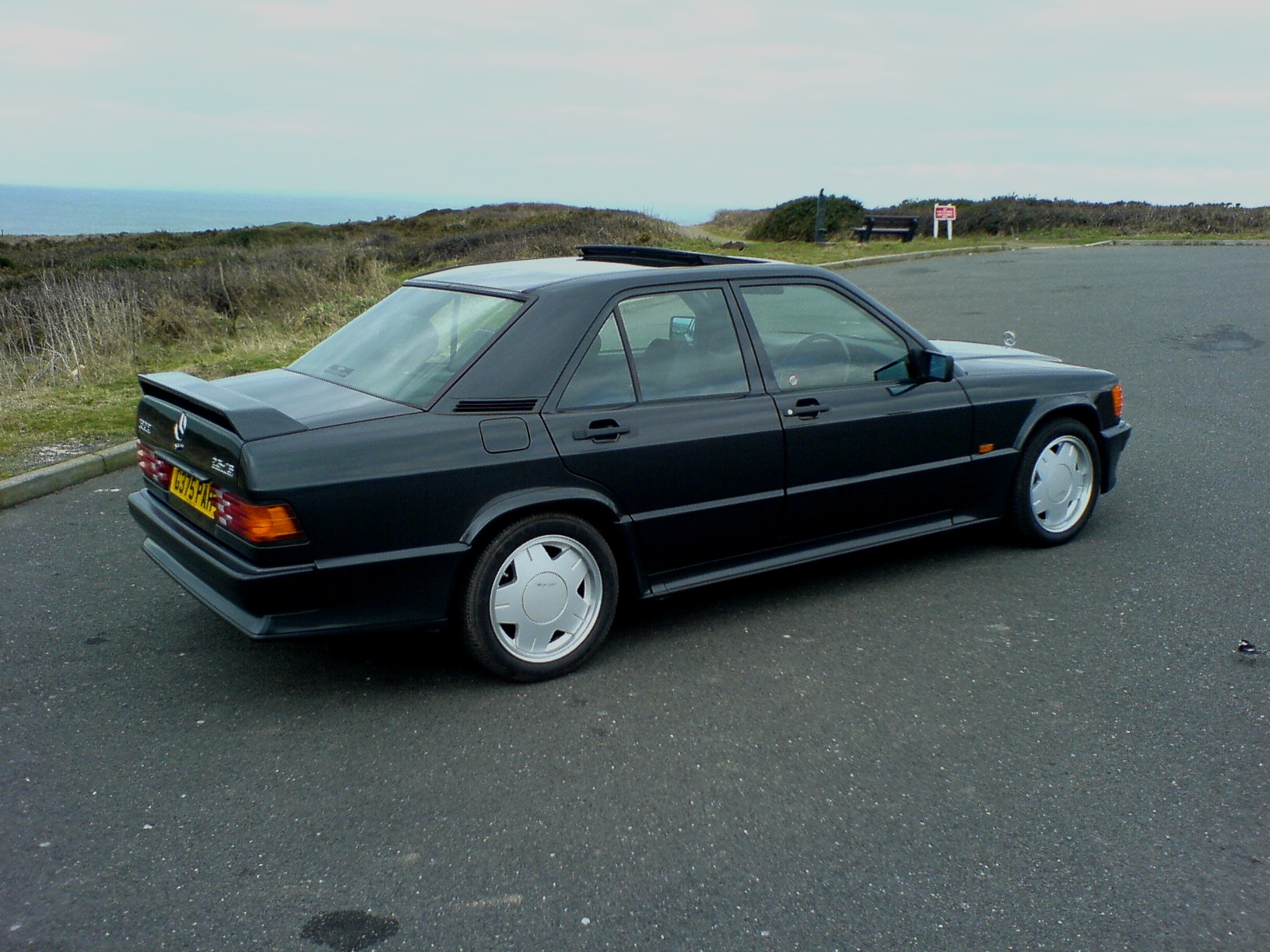
Mercedes Benz 190 E 2.5-16

В 1988 году на смену 2.3-16 пришел Mercedes-Benz 190Е 2.5-16. Объём двигателя увеличился с 2,3 до 2,5 л, мощность — до 192 л.с. а максимальная скорость до 235 км/ч. Кроме того на «посвежевшие заряженные» седаны стал устанавливаться дифференциал повышенного трения ASD. Благодаря электронному управлению степень блокировки изменялась с 15 % до 100 %, что позволяло максимально эффективно реализовать всю мощь мотора.

### 2.5-16 Evolution I

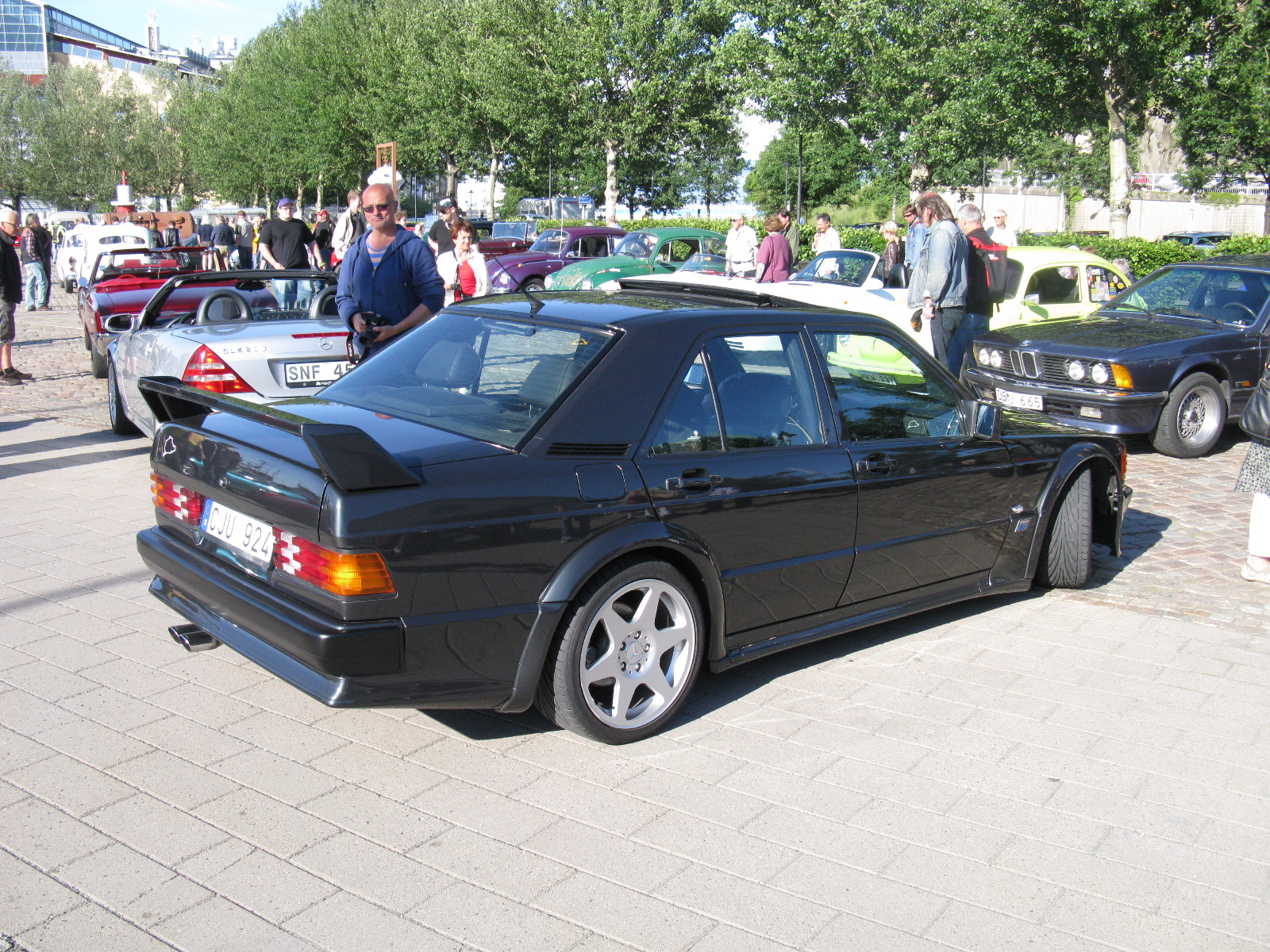
2.5-16 Evolution I

В 1988 году руководством Mercedes-Benz было принято решение об выступлении в чемпионате DTM (до этого времени гоночные 190 участвовали в кузовных гонках лишь усилиями частных команд). Опыт, полученный «частниками», а также дебют в гонках более быстрой версии BMW M3 Evolution требовал от Мерседеса серьёзной подготовки. И в марте 1989 года на автосалоне в Женеве появилась очередная омологационная версия — Mercedes-Benz 190E 2.5-16 Evolution I.
Двигатель почти не претерпел изменений: инженеры лишь уменьшили массы вращающихся деталей и улучшили систему смазки. Но ходовая часть была серьезно переработана: усилены тормоза, а система SLS установлена и на переднюю подвеску, причём водитель мог менять клиренс из салона.
Всего было выпущено 502 экземпляра Mercedes-Benz 190E 2.5-16 Evolution I — именно столько требовалось правилами DTM для омологации гоночной модели. Mercedes-AMG предлагала для владельцев, которым не хватало динамики, спортивный пакет PowerPack стоимостью 18 тысяч немецких марок, в который входили иные распредвалы, увеличенная дроссельная заслонка и более эффективная настройка топливной системы и зажигания. В сочетании с изменённой системой выпуска всё это обеспечивало прибавку в 30 л.с.

### 2.5-16 Evolution II

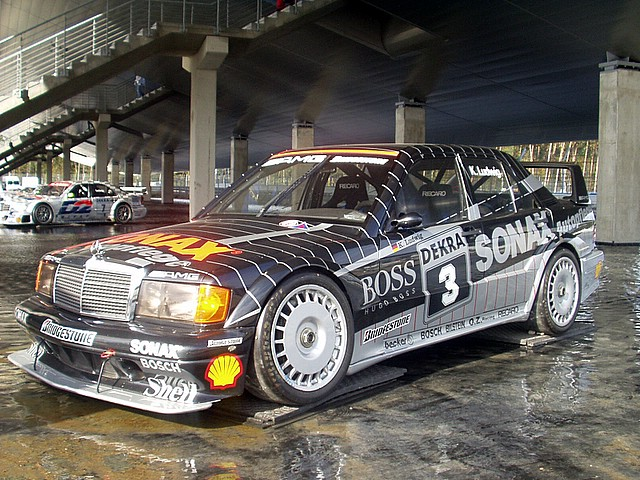
Evolution II на котором Клаус Людвиг завоевал титул DTM

А в 1990 году на автосалоне в Женеве был представлен Mercedes-Benz 190E 2.5-16 Evolution II. Уже в стандартное оснащение второго «Эволюшн» входил AMG PowerPack. А 235 л.с. и 245 Нм крутящего момента позволяли седану массой 1,3 тонны достигать 100 км/ч за 7,1 с и разгоняться до 250 км/ч.
Итогом сотрудничества с университетом Штутгарта стал обвес с огромным задним антикрылом. Этот обвес не только выглядел вызывающе, но и был эффективным, коэффициент аэродинамического сопротивления составляет всего 0,29.
А в 1992 году пилот команды AMG Racing Клаус Людвиг завоевал титул в чемпионате DTM.
Всего было выпущено 502 штуки Mercedes-Benz 190E 2.5-16 Evolution II по цене 115 тысяч 260 немецких марок, а доплата за кондиционер составляла 4,5 тысячи.

## Продажи
На момент завершения продаж в 1993 году стоимость 190-го составляла: 190Е 1,8 (109 л. с.) — 38874 DM; 190Е 2,0 (122 л. с.) — 44061 DM; 190Е 2,3 (136 л. с.) — 47367 DM; 190D (75 л. с.) — 40527 DM; 190D 2,5 (94 л. с.) — 45600 DM..
| Рынок      | 1982 | 1983   | 1984    | 1985    | 1986    | 1987    | 1988   | 1989   | 1990   | 1991   | 1992   | 1993   |
| ---------- | ---- | ------ | ------- | ------- | ------- | ------- | ------ | ------ | ------ | ------ | ------ | ------ |
| Германия   | 0    | 65 506 | 106 121 | 122 751 | 118 504 | 111 329 | 96 753 | 92 499 | 85 846 | 95 921 | 73 784 | 22 309 |
| Франция    | н/д  | н/д    | 9636    | 12 462  | 13 405  | 14 310  | 13 990 | 14 384 | 14 907 | 12 241 | 11 059 | 4756   |
| Нидерланды | н/д  | 1629   | 4245    | 5871    | 6075    | 5577    | 5217   | 4986   | 4534   | 4386   | 4573   | 0      |
| США        | н/д  | н/д    | н/д     | 23 978  | н/д     | н/д     | н/д    | н/д    | н/д    | н/д    | 15 966 | 14 772 |

## Интересные факты
- В 2009 году инженеры Mercedes-Benz установили в «умерший» 190-й с рядной шестеркой объемом 2,6 л современный дизельный двигатель от C-класса в версии C 250 CDI BlueEfficiency. Мотор объёмом 2,1 л выдаёт 204 л.с. и 500 Нм. С таким «сердцем» более лёгкий «сто девяностый» разгоняется до сотни быстрее упомянутой «цешки» на 1,3 c — за 6,2 с.[3]